# Ghana Institute of Linguistics, Literacy and Bible Translation
Das  Ghana Institute of Linguistics, Literacy and Bible Translation (GILLBT) ist ein christlich-missionarisches Institut für Linguistik und Bibelübersetzungen mit Sitz in Tamale/Ghana, gegründet im Jahr 1972. Das Institut ging aus Aktivitäten von SIL hervor.

## Bildung
Das GILLBT führt ein UNESCO-Programm zur Schreib- und Lesefähigkeit sowie Rechnen in 22 lokalen Sprachen durch. Ca. 3.000 Freiwilligen vor Ort unterrichteten bisher ca. 37.000 Erwachsene und junge Erwachsene (Stand 2007). Die Sprachen sind Buli, Kasem, Sisaala, Passal, Farefare, Mampruli, Kusaal, Deg, Gonja, Birifor, Vagla, Hanga, Anufo, Tampulma, Chumburung, Nawuri, Bassar/Ntcham, Adele, Gikyode, Nkonya und Lelemi.

## Linguistik
Das GILLBT erforscht die verschiedenen Sprachen Ghanas, die teilweise vom Aussterben bedroht sind, und erfasst die Zahl der aktiven Sprecher.

## Missionarische Tätigkeit
Das GILLBT sorgt für Bibelübersetzungen in verschiedene Sprachen Ghanas.

## Belege
1. ↑  The Ghana Institute of Linguistics, Literacy and Bible Translation (Seite nicht mehr abrufbar, festgestellt im Februar 2017. Suche in Webarchiven)
2. ↑  UNESCO Effective Literacy Programmes › G (abgerufen am 19. März 2011)
3. ↑  SIL Literacy Training Course for Africans (abgerufen am 20. März 2011)
4. ↑  GhanaWeb Literacy contributes to national development – GILLBT (abgerufen am 19. März 2011)
5. ↑  MyJoyOnline Ahanta Bible complete after 14 years research (Seite nicht mehr abrufbar, festgestellt im Februar 2017. Suche in Webarchiven)
6. ↑  GhanaNewsAgency Developing indigenous languages will enhance development (abgerufen am 19. März 2011)